# Поддельные мумии
Подде́льные му́мии — фальшивые артефакты, выдаваемые за археологические находки, якобы сделанные в древние времена. Создаются, как правило, мошенниками, подделывающими старинные вещи, картины и другие артефакты, в том числе, мумии для получения материальной выгоды. Создание современных методов исследований позволили выявить несколько подделок мумий, которые стали известны благодаря СМИ.

## История
Мумии были одним из самых востребованных товаров, собираемых путешественниками в Египте в XVII—XIX веках. Помимо подлинных, с XVI по XX век изготавливались подделки мумий. В эпоху Возрождения ограниченность знаний привела к некоторым необоснованным выводам. Неполные знания стали причиной неправильного толкования термина «мумия». Его часто путали с «мумиё» — чёрным смолистым природным биологическим материалом. Почерневшая плоть мумий напоминала мумиё, и наоборот. Средневековый европейский перевод слова «мумия» ошибочно стал включать как мумиё, так и собственно мумии. Врач XI века Константин Африканский писал, что мумия «это специя, найденная в гробницах мертвых».
Взаимозаменяемым стало не только слово, но и сам материал. Мумии измельчали и перевозили в Европу: торговля была часто незаконной, но прибыльной. Порошок использовали в лечебных целях, так как средневековые медики, хотя и не все, считали, что он обладает целебными свойствами и излечивает широкий спектр заболеваний: от внутреннего кровотечения до икоты.
Средство было широко представлено в европейских аптеках. Высокий спрос на сырьё привёл к изобретательности со стороны недобросовестных торговцев мумиями, которые начали создавать подделки, бальзамируя и высушивая украденные трупы недавно умерших людей и продавая их. Мёртвых отбирали без учёта причин смерти, и вполне возможно, что эта практика способствовала распространению чумы.
Существует мнение, что порошок мумий использовался при изготовлении краски с чистым чёрно-коричневым оттенком, который был популярен среди художников-прерафаэлитов, хотя не всем было известно о её происхождении. Предполагают, что Мартен Дроллинг использовал большое количество такой краски в картине «Интерьер кухни» (1815 г.). Эжен Делакруа добавлял её в свою палитру где-то между 1824 и 1854 годами, возможно, она использовалась в картине «Свобода, ведущая народ» (1830 г.). Племянник Бёрн-Джонса, писатель Редьярд Киплинг в книге «Кое-что о себе» описал, как его дядя Бёрн-Джонс, узнав, что краска в тюбике была сделана из «мёртвых фараонов», решил «похоронить его соответственно». Редьярд Киплинг описал это в своей книге 

Однажды среди дня он спустился с тюбиком коричневой краски в руке и сказал, что, как ему удалось выяснить, она сделана из мёртвых фараонов, поэтому нам надлежит устроить ей подобающее погребение. Мы вышли и устроили похороны — надеюсь, в соответствии с древнеегипетскими ритуалами. И я по сей день помню место, где зарыт этот тюбик.— Редьярд Киплинг
Предполагают, что картины «Смерть Демосфена» Бёрн-Джонса из библиотеки Оксфордского университета могли быть написаны именно этой коричневой краской из-за красновато-коричневатых и охристых оттенков.

## Подделки мумий
Во многих музеях специалисты находят фальшивые артефакты, в том числе — мумии, которые на протяжении многих лет могли пополнять экспозиции, так как работники музеев, археологи и учёные не всегда могут определить, что перед ними — фальшивка. В 2015 году учёные из Манчестерского университета обнаружили в Манчестерском музее, что около трети музейных экспонатов мумифицированных животных не содержали вообще никаких животных материалов, даже скелетов. Исследование более 800 различных мумий всех форм и размеров обнаружило, что только треть из них содержит неповреждённые останки. Ещё треть коллекции мумий животных была набита частичными останками, а в последней трети вообще не было каких-либо частей животных. Учёные предполагают, что мумифицированные животные предназначались для подношения людям и были священным подношением богам, которые в Древнем Египте часто принимали форму животных: кошек, коров, соколов, лягушек, бабуинов и стервятников и других. За годы раскопок в Египте было обнаружено около 30 катакомб, от пола до потолка заполненных мумифицированными животными.
Подделка в Хакенсаке
В 1928 году The Washington Post сообщила о событии в Хакенсаке, штат Нью-Джерси — было обнаружено, что «египетская принцесса» является подделкой. Местный священник, который сказал, что приобрел мумию в Европе, передал её Историческому обществу Бергена в 1902 году. Она приобрела большую известность благодаря демонстрации в публичной библиотеке Джонсона и оставалась там до тех пор, пока куратор миссис Фрэнсис Вестервельт не обнаружила, что это подделка, набитая тряпками. «Мумию» изъяли из экспозиции и сожгли.
Мумия ребёнка
В лондонском Британском музее находится мумия ребёнка из Саккары, Египет, XVIII века, помещённая в грубо сколоченный ящик, сделанный, вероятно, из кусков подлинных деревянных гробов и украшенная аутентичным картоном.
Подделка из Капитолия штата Миссисипи
В 1920-х годах Департамент архивов и истории Миссисипи приобрёл большую коллекцию артефактов у племянника полковника Бреворта Батлера, оставшуюся после его смерти. Среди них был предмет явно не местного происхождения — египетская мумия. На протяжении десятилетий она была выставлена в здании Капитолия штата Миссисипи и была любимой достопримечательностью и предметом гордости региона. В 1969 году Джентри Йетман, студент-медик, интересующийся археологией, попросил музей предоставить человеческие останки из мумии для изучения и поиска наличия признаков болезни. Власти разрешили отправить мумию в Медицинский центр Университета Миссисипи для вскрытия. Рентгенологическое исследование показало несколько ребер животных и квадратные гвозди, скрепляющие деревянную раму. В дальнейшем оказалось, что мумия состоит в основном из папье-маше. В ней была найдена немецкая газетная бумага, а также номер журнала «Milwaukee Journal» за 1898 год. Тем не менее, поддельная мумия стала ещё более известной и превратилась в ценное достояние, тесно связанное с историей штата.
Персидская принцесса
Персидская принцесса или персидская мумия — мумия предполагаемой персидской принцессы, обнаруженная в пакистанском Белуджистане в октябре 2000 года. В марте 2000 года Сардар Вали Рики, живший в Пакистане, пытался продать мумию неизвестному покупателю за 35 миллионов фунтов стерлингов. Старший научный сотрудник Музея Метрополитен Оскар Мускарелл получил четыре фотографии мумии с переводом клинописной надписи на золотой нагрудной пластине. Рики объяснил, что продаёт мумию от имени торговца древностями из Пакистана и то, что перевод надписи сделан „специалистом по клинописи из крупного американского университета“. Мумия была идентифицирована как дочь ахеменидского персидского царя Ксеркса, жившего в пятом веке до нашей эры. Мускарелла вскоре обнаружил, что ему была предоставлена только часть полного перевода и часть отчёта эксперта. После широкой огласки и дальнейшего расследования мумия оказалась археологической подделкой и, возможно, жертвой убийства. Пакистанские полицейские обследовали дом в Харане, где жил Рики, который утверждал, что нашёл гроб с мумией после землетрясения. Иран заявил, что права на мумию принадлежат стране, так как деревня, в которой жил Рики, расположена на его границе. К спору за артефакт подключился Афганистан, мумия была отправлена в Национальный музей Пакистана. Сотрудникам музея показались подозрительными некоторые части гроба, так как они выглядели слишком современными. К тому же не было никаких исторических доказательств, что какие-либо племена в Иране, Пакистане или Афганистане когда-либо мумифицировали мертвецов. Дальнейший анализ показал, что мумия — это останки 21-летней женщины, которая вполне могла быть жертвой убийства. Тело было отправлено в морг, полиция арестовала Рики и его семью.
Мумия священника
Группа археологов и биоархеологов из Варшавского университета, работавшие в проекте „Варшавская мумия“ (англ. Warsaw Mummy Project), открытом в 2015 году для тщательного изучения мумий человека в Национальном музее в Варшаве обнаружили подделку, которая почти век находилась в экспозиции музея. Из перевода текста нагрудной пластины её идентифицировали как египетского священника Хор-Джехути. Мумию подарил музею Ян Венжик-Рудзки (польск. Jan Wężyk-Rudzki) в 1826 году, который полагал, что она была найдена в царских гробницах в Фивах.
Впоследствии было обнаружено, что это мумифицированный труп беременной женщины. Археологи не были уверены в происхождении мумии, и один из трёх соучредителей проекта „Варшавская мумия“, Войтек Эйсмонд (польск. Wojtek Ejsmond) объяснил: „Мы не уверены, правда ли это. Довольно часто люди сообщали археологам ложное происхождение, чтобы повысить ценность и значимость [артефакта], потому что это выглядело лучше, поэтому мы должны быть очень осторожны с такими заявлениями. Оснований для подтверждения нет“. С помощью компьютерной томографии в 2015 году учёные обнаружили, что тело было женским.

## Заметки
1. 1 2  Europe's morbid 'mummy craze' has been an obsession for centuries (англ.). nationalgeographic.co.uk. Дата обращения: 18 ноября 2022. Архивировано из оригинала 18 ноября 2022 года.
2. 1 2 3  Megan O’Hearn. The strange fates of pillaged mummies (англ.). Artstor. Дата обращения: 12 ноября 2022. Архивировано 18 ноября 2022 года.
3. ↑  Rudyard Kipling. Something of Myself and Other Autobiographical Writings (англ.). Дата обращения: 21 ноября 2022. Архивировано 21 ноября 2022 года.
4. ↑  Редьяр Киплинг. Немного о себе для моих друзей — знакомых и незнакомых. Дата обращения: 21 ноября 2022. Архивировано 21 ноября 2022 года.
5. ↑  Lauren R. Bruce. The corpse on the canvas: the story of 'mummy brown' paint (англ.). Art UK. Дата обращения: 12 ноября 2022. Архивировано 18 ноября 2022 года.
6. ↑  Sarah Pruitt. Scientists Reveal Inside Story of Ancient Egyptian Animal Mummies (англ.). History.com (30 августа 2018). Дата обращения: 12 ноября 2022. Архивировано 18 ноября 2022 года.
7. ↑  Osama Shukir Muhammed Amin. Mummy from Saqqara (англ.). World History Encyclopedia. Дата обращения: 12 ноября 2022. Архивировано 18 ноября 2022 года.
8. ↑  Capers, Charlotte. "Dummy Mummy, « The Delta Review, Vol.6, No.9, pp. 78-80, 1969.
9. ↑  Romey, Kristin M. (January-February 2001). Special Report: Saga of the Persian Princess. Archaeology. 54 (1). Archaeological Institute of America. Архивировано из оригинала 18 ноября 2012. Дата обращения: 13 ноября 2022.{{cite journal}}:  Википедия:Обслуживание CS1 (формат даты) (ссылка)
10. ↑  Starr, Michelle. A Pregnant Ancient Egyptian Mummy Has Been Discovered in a Shocking World First (англ.). ScienceAlert (30 апреля 2021). Дата обращения: 12 мая 2021. Архивировано 12 мая 2021 года.
11. ↑  Zdziebłowski, Szymon. World's first pregnant ancient Egyptian mummy identified in Warsaw (англ.). Science in Poland (29 апреля 2021). Дата обращения: 12 мая 2021. Архивировано 12 мая 2021 года.
12. ↑  Kolirin, Lianne. First pregnant Egyptian mummy surprises researchers (англ.). CNN (30 апреля 2021). Дата обращения: 30 апреля 2021. Архивировано 30 апреля 2021 года.